# Kozlík (Valeriana)
Kozlík (Valeriana) je rod rostlin z čeledi zimolezovité. Zahrnuje asi 420 druhů a je zastoupen s různou četností na všech kontinentech s výjimkou Austrálie.

## Popis
Jsou to jednoleté až vytrvalé rostliny s vidličnatě rozvětvenými přímými lodyhami vyrůstající z oddenků nebo kyjovitých či svazčitých kořenů. Bazální listy s řapíky vyrůstají v růžici, bývají celistvé nebo zpeřené, jsou vytrvalé nebo zasychají. Lodyžní listy mívají řapíky nebo jsou přisedlé, jsou celistvé, zpeřené nebo násobně zpeřené.
Drobné květy s listeny jsou uspořádány do lat nebo chocholíků. Květy jsou stavbou oboupohlavné, většinou však mají nefunkční samčí nebo samičí orgány. Rostliny jsou dvoudomé, výjimečně mnohomanželné. Většinou pětičetné květy mají v době kvetení kališní lístky stočené. Bílá nebo růžová laločnatá koruna je trubkovitá nebo zvonkovitá, jsou v ní 3 až 4 tyčinky s prašníky a pestík s třílaločnou bliznou. Trojdílný spodní semeník má jen jeden plodný oddíl. Plody jsou třípouzdré nažky s chmýrem z trvalého kalichu, dvě její pouzdra jsou bez semen.
Mnohé druhy mají aromatické kořeny a lodyhy, některých se používá v lékařství, např. z kořene kozlíku lékařského se vyrábějí extrakty proti nespavost a depresi.

## Taxonomie
Rod kozlík je ve světě rozšířen asi ve 420 druzích. V České republice se vyskytuje 6 druhů, z toho jeden ve více poddruzích:
- kozlík celolistý (Valeriana simplicifolia (Rchb.) Kabath)
- kozlík dvoudomý (Valeriana dioica L.)
- kozlík lékařský (Valeriana officinalis L.)
- kozlík trojený (Valeriana tripteris L.)
- kozlík ukrajinský (Valeriana stolonifera Czern.)
- kozlík výběžkatý (Valeriana excelsa Poir.)
  - kozlík výběžkatý bezolistý (Valeriana excelsa Poir. subsp. sambucifolia (J. C. Mikan) Holub)
  - kozlík výběžkatý chlupatý (Valeriana excelsa Poir. subsp. procurrens (Wallr.) Holub)
  - kozlík výběžkatý přechodný (Valeriana excelsa Poir. subsp. transiens (E. Walther) Holub)[5][6]